# Antti Törmänen
Antti Ilari Törmänen, född 19 september 1970 i Esbo, är en finländsk före detta ishockeyspelare, och senare tränare.
Han blev som spelare olympisk bronsmedaljör i ishockey vid vinterspelen 1998 i Nagano. Han representerade klubbar som Jokerit, Ottawa Senators, HV71 och Södertälje SK, och gick som spelare under smeknamnet "Törminator".